# Потлунлор
Потлунлор (также Потлун-Лор) — озеро на севере Сургутского района Ханты-Мансийского автономного округа (Тюменская область), расположенное в 84 км к северо-западу от города Когалым, в междуречье рек Нятлонгаягун и Энтль-Имиягун, в 25 км к северо-западу от озера Соролор. 
Название озера происходит из хантыйского языка и имеет значение «озеро, замерзающее зимой» (хант.: потл – замороженный).
Имеет форму овала, вытянутого с северо-запада на юго-восток. Длина озера составляет около 5,8 километра, ширина достигает 3,4 километра в центральной части. Площадь поверхности — 14,4 км², площадь водосборного бассейна — 77,1 км². Расположено на высоте 93 метра над уровнем моря.
Озеро находится в труднодоступной местности, берега в значительной степени заболочены. У юго-западного берега обширные отмели. Участки редколесной тайги и кустарника подступают к озеру. Острова отсутствуют. На западе из озера вытекает река Тляттыягун, приток Тромъёгана (бассейн Карского моря). На востоке впадает река Онтынгъягун, вытекающая из озера Потлунонтынглор. На севере Потлунлор широкой протокой соединяется с озером Локпытлор.
Озеро находится в пределах лицензионного участка нефтяного месторождения «Источное» (часть Имилорского нефтяного месторождения, разрабатываемого компанией Лукойл).